# Роберт Едвард Лі
Ро́берт Е́двард Лі (англ. Robert Edward Lee; 19 січня 1807 — 12 жовтня 1870) — американський військовий діяч, головнокомандувач армії Північної Вірджинії конфедератів у Громадянській війні в США (1861—1865). Здобув низку блискучих перемог над армією Півночі, але 1863 року зазнав нищівної поразки під Геттісбергом, після чого перемога Півночі була справою часу. У лютому 1865 року був призначений на посаду Головнокомандувача (general-in-chief) Конфедеративної армії. 9 квітня 1865 року армія Лі капітулювала.

## Життєпис

### Ранні роки
Народився на плантації Стратфорд-Голл в окрузі Вестморленд, штат Вірджинія. Був п'ятою дитиною героя Війни за незалежність Генрі Лі та його другої дружини Енн Гілл Картер Лі. Батьки належали до респектабельного старовинного Вірджинського роду, але через обставини (батько заплутався в невдалих фінансових операціях) вихованням Роберта, четвертої дитини в будинку, займалася в основному мати, яка навчала його основам суворої дисципліни, терпінню та релігійності.

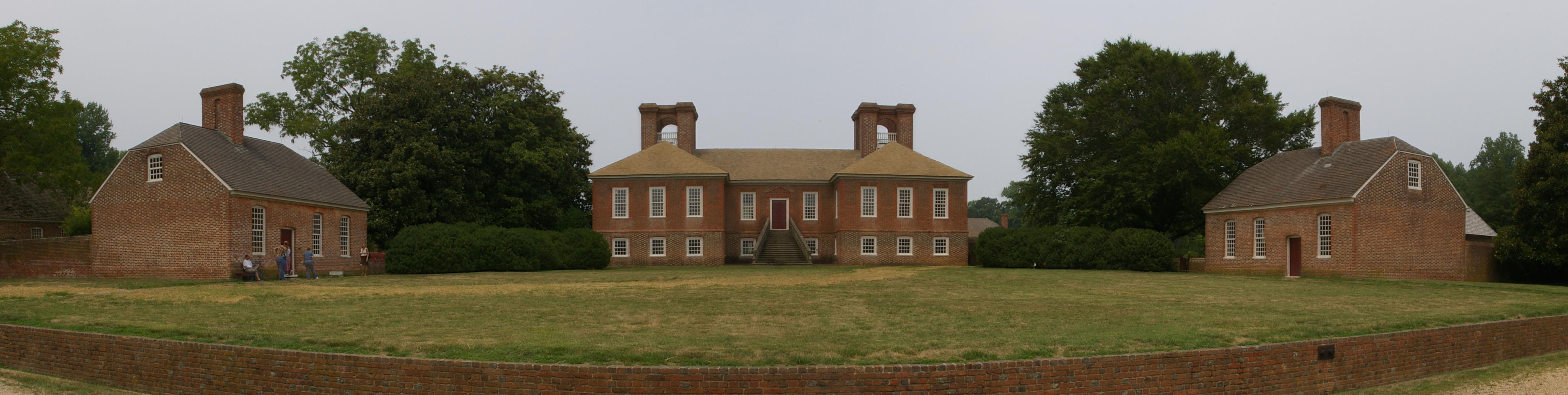
Плантація Статфорд-Голл

11 квітня 1809 року старшого брата Роберта Генрі заарештували за борги. Родині довелось покинути плантацію та переїхати в Александрію.
Коли Роберту виповнилось 11 років, його батько помер. У 12 років Роберт фактично став господарем будинку, доглядаючи за матір'ю та сестрами.
У 1820 році Роберта направили навчатись в Александрійську академію. Закінчивши навчання у 1823 році, Роберт деякий час навчався у Військовій академії Вест-Пойнта.

### Військова служба
Вибір військової кар'єри Робертом був обумовлений фінансовою необхідністю. На навчання в Гарвардському університеті, де навчався його старший брат Чарльз Картер, у родини не було грошей. У червні 1825 року, Роберт прибув до Нью-Йорку, звідки на пароплаві перебрався у Вест-Пойнт. За весь період навчання в академії він не отримав жодної догани і був улюбленцем вчителів та учнів.
Після навчання найкращі випускники, серед яких був і Роберт Лі, отримали призначення в інженерні війська. Він брав участь у будівництві греблі в Сент-Луїсі та укріпленні берегової лінії в Саванні.
30 червня 1831 року Роберт Лі у званні другого лейтенанта Корпусу інженерів одружився з молодою Мері-Енн Рендольф Кастіс, донькою Джорджа Вашингтона Парка Кастіса (прийомного онука Джорджа Вашингтона). Роберт захоплювався діяльністю Вашингтона і його заслугами перед країною. Згодом молоде подружжя переїхало в Арлінгтон у маєток Кастісів на річці Потомак (сьогодні на території маєтку розташований Арлінгтонський національний цвинтар).

### Американо-мексиканська війна

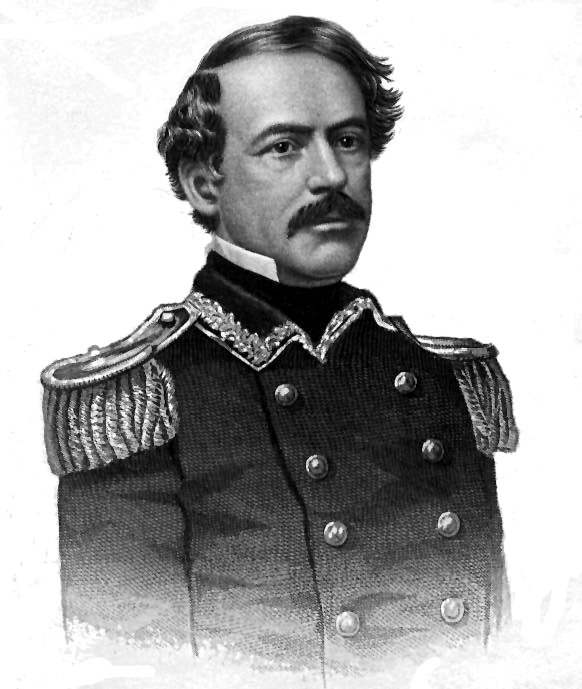
Роберт Лі у військовій формі, 1846 рік

У 1846 році, з початком американо-мексиканської війни, Роберта Лі відряджено в Мексику для нагляду за будівництвом доріг. Під час служби, генерал американської армії Вінфілд Скотт, відмітивши військові таланти Лі, ввів його до складу свого штабу 16 січня 1847 року. На війні Лі вперше отримав практичний досвід ведення тактики і розвідки. Він займався складанням та розробкою мап, а також декілька разів особисто виводив солдат у рукопашний бій. Під час мексиканської компанії Лі познайомився з людьми, які надалі зіграють важливу роль у Громадянській війні — Уліссом Грантом, Джорджем Пікеттом, Томасом Джексоном, Джеймсом Лонгстрітом.
Не дивлячись на бездоганну армійську витримку та проявлені під час битви героїзм та відвагу, кар'єрний ріст Роберта Лі просувався досить повільно. Його відправляли у найвіддаленіші та дикі місця. Сумуючи за домом Лі неодноразово підкреслював що кохання дружини і любов дітей — найважливіші речі в світі.
У 1855 році Лі, за підтримки майбутнього президента Конфедерації Джефферсона Девіса, переведено у кавалерію. Найбільшою військовою операцією, якою він керував на той час — придушення заколоту радикального аболіціоніста Джона Брауна, який у жовтні 1859 року зробив відчайдушну спробу захопити урядовий арсенал у Гарперс-Феррі. Морські піхотинці, під командуванням полковника Лі розгромили повстанців Брауна. Ад'ютантом Роберта Лі тоді був молодий лейтенант Джеб Стюарт — в майбутньому один із кращих кавалеристів армії Півдня.

### Громадянська війна
Кінець 1860 року Лі у званні підполковника провів у штаті Техас. Йому було вже 53 роки, його оклад складав 1205 доларів, що було замало для утримування чотирьох дітей і жінки-інваліда. Шансів на підвищення майже не було. У грудні командування військами в Техасі прийняв генерал Твіггс, який 16 лютого здався армії Техасу. Лі був змушений покинути Техас і повернутися в Арлінгтон.

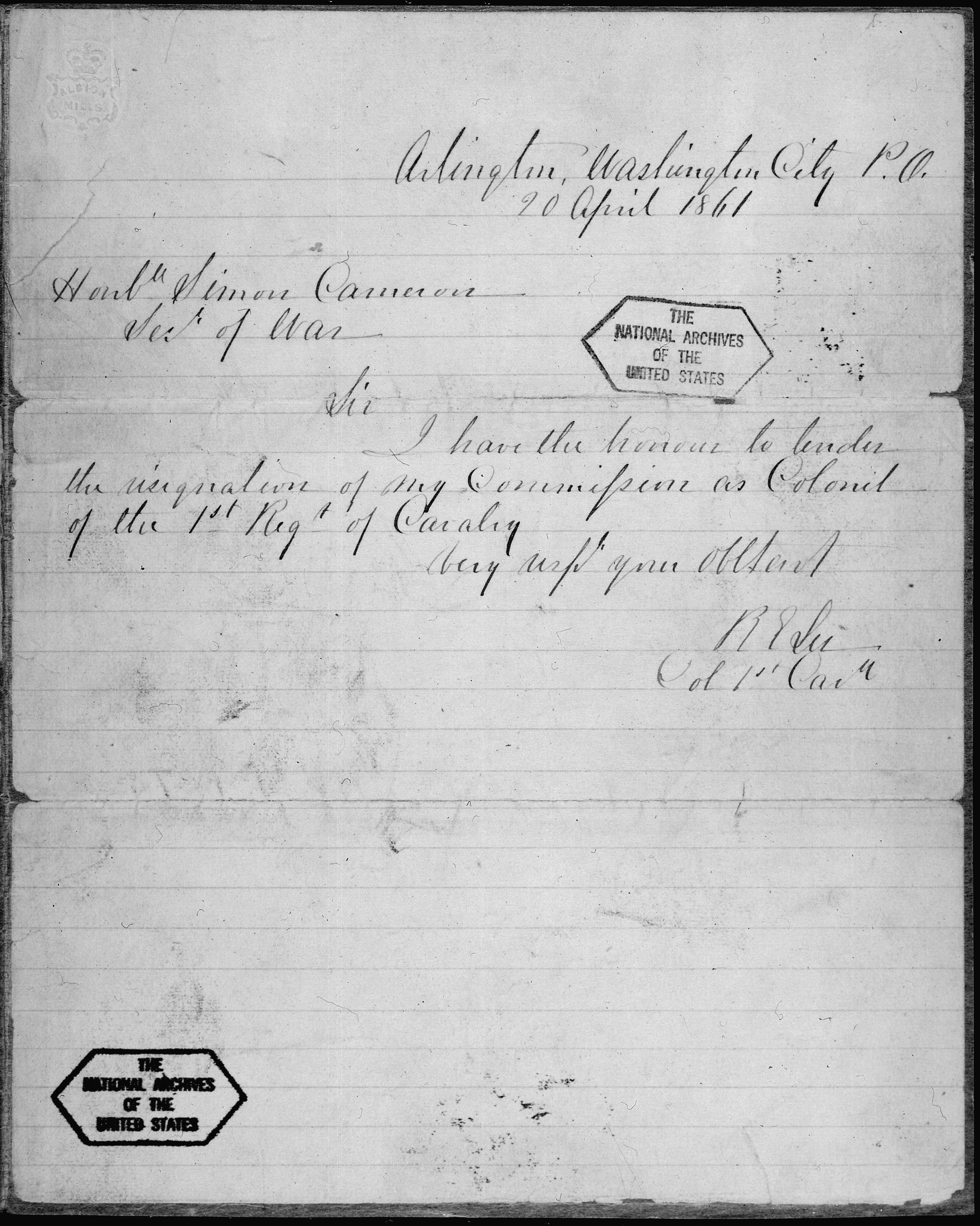
Заява Лі про звільнення з Армії США: «Маю честь подати у відставку з посади полковника 1-го кавалерійського полку»

У 1861 році президентом США став Авраам Лінкольн, що спричинило сецесію південних штатів. Перед початком війни президент Лінкольн, через свого секретаря Френсіса Блера запропонував Роберту Лі очолити сухопутні сили федералів. Лі мав усі мотиви, щоб погодитись — він виступав за Союз, засуджував сецесію (відокремлення південних штатів), негативно ставився до рабства і навіть звільнив своїх рабів. Блер поставив Лі перед вибором між насильницьким збереженням єдності країни і любов'ю до своєї сім'ї, друзів та рідного штату Вірджинія. Після довгих вагань Лі відповів відмовою та написав прохання про відставку. У відповіді Блеру він написав: «Попри неприйняття сецесії і наближення війни, я не можу взяти участь у вторгненні в південні штати». Згодом, у листі до свого сина Лі писав: «Мені здається, Північ своїми діями ображає Південь. Я відчуваю агресію і бажаю зробити все, щоб їй перешкодити. Це принцип, який я відстоюю зовсім не через приватну або індивідуальну вигоду. Як американський громадянин, я молюся за свою країну і її процвітання, але готовий захищати будь-якій її штат, права якого опиняться під загрозою».
З початком бойових дій, Лі запропонував свої послуги президенту новостворених Конфедеративних Штатів Америки Джефферсону Девісу. На першому етапі війни Лі займався організацією регулярних армійських частин. Влітку 1861 року він очолив війська конфедератів у Західній Вірджинії. Після невдалої операції у Чіт-Маунтін, Лі відізвали у тодішню столицю КША Ричмонд. У Ричмонді Лі отримав звання головного військового радника президента Девіса. На цій посаді Лі отримав ряд блискучих перемог над армією Півночі.
Коли війська Союзу під командуванням Джорджа МакКленона почали наступ на Ричмонд, Девіс замінив тодішнього командира Джозефа Джонстона на Лі. Під командуванням Лі війська Півдня розгромили сили федералів, хоч останні переважали їх у кількості та озброєнні.

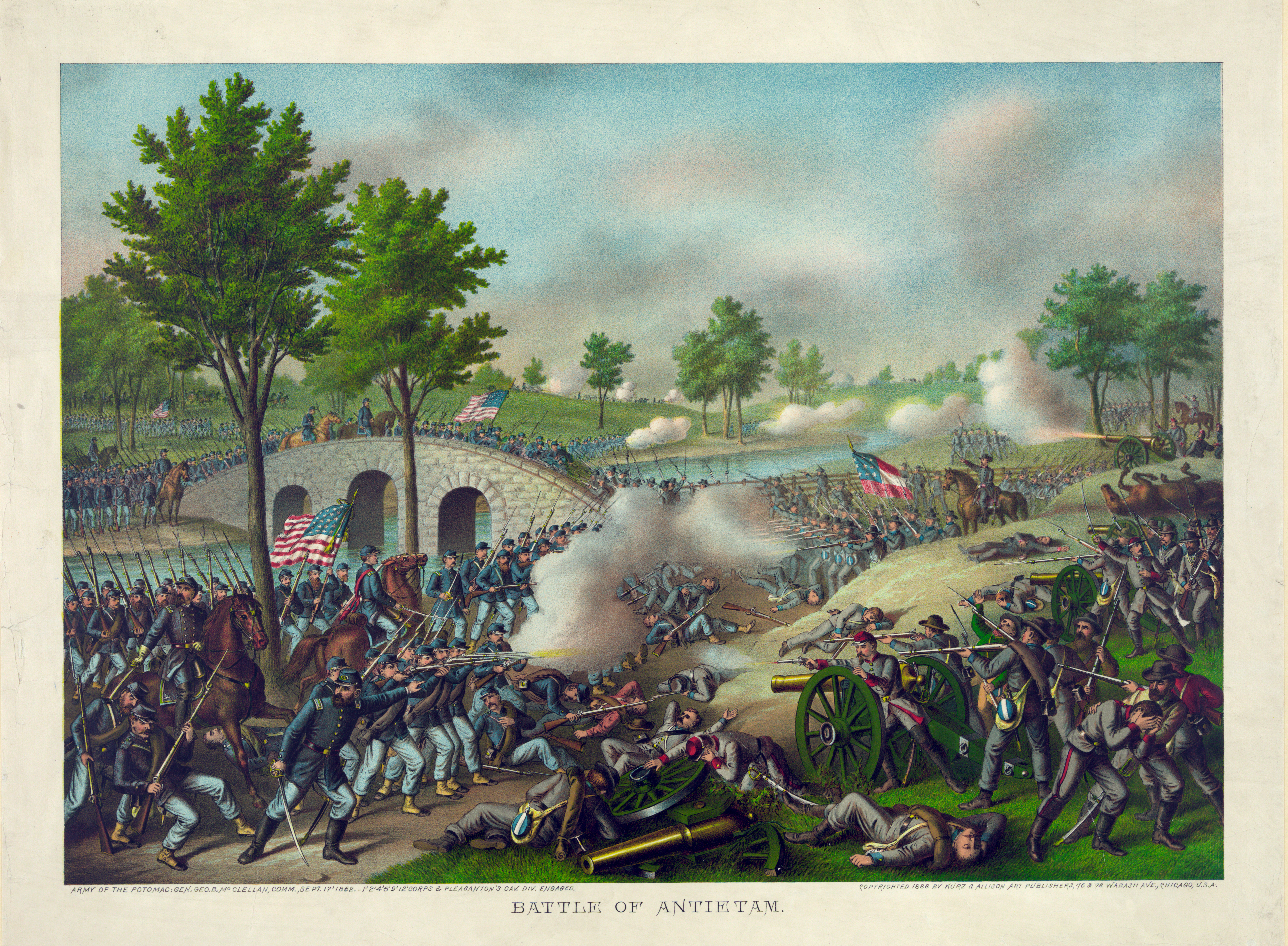
Битва при Ентіетамі, літографія 1888 року

Армія Північної Вірджинії рушила до Вашингтону, розбивши загін Джона Поупа у другій битві при Булл Ран. У вересні 1862 року війська Лі перейшли Потомак, вторглися в Меріленд і зіткнулися з силами МакКлеллана у Саут-Маунтен. За фатальною випадковістю оперативні документи Лі потрапили до рук ворога, і після кривавої битви біля Ентіетама армія Півдня відступила, залишившись непереможеною. У грудні того ж року Лі блискуче відбив черговий наступ федералів під командуванням Бернсайда, розгромивши їх у Фредеріксбурзі.
Блискучу перемогу генерал Лі отримав у травні 1863 в битві під Чанселорсвіллом, коли Північ висунув на конфедератів величезне військо під командуванням Джозефа Гукера. Генерал Лі, разом з Томасом Джексоном обійшли форсованим маршем Гукера і обрушилися на його незахищений фланг, завдавши силам Союзу найболючішу за роки війни поразку. Ця перемога надихнула Лі та Девіса здійснити так звану «другу атаку на Північ». Конфедерація розраховувала остаточно розгромити армію федералів, тим самим поклавши кінець війні. У перспективі був урочистий марш на Вашингтон і передача петиції Аврааму Лінкольну з вимогою визнати незалежність КША. З цими надіями війська Північної Вірджинії знову перетнули Потомак і вступили на територію Пенсільванії. З 1 по 3 липня 1863 року біля містечка Геттісберг відбулась найзапекліша та найкровопролитніша битва у Громадянській війні. Головним супротивником генерала Роберта Лі був генерал федеральної армії Потомака Джордж Гордон Мід. На третій день стало зрозуміло що конфедерати зазнають поразки і навіть розпочата Лі широка фронтальна атака, відома як «кидок Пікетта», не змінила кінцевого результату.
Вражений поразкою під Геттісбергом, Лі досить невпевнено керував кампаніями при Брістоу і Майн Ран. В цей час у Лі з'явився гідний супротивник — Улісс Грант, і саме з ним і тільки з ним генерал боровся аж до кінця війни. Цікаво що Грант цінив свого ворога і навіть дав йому прізвисько «Піковий король» на знак поваги перед військовою доблестю та героїзмом. Затиснутий у вороже кільце у Пітерсберзі та Ричмонді, Лі завзято пручався цілих десять місяців, поки не відступив до міста Аппоматтокс. Там і відбулась капітуляція Армії Північної Вірджинії 9 квітня 1865 року.

### Післявоєнна діяльність

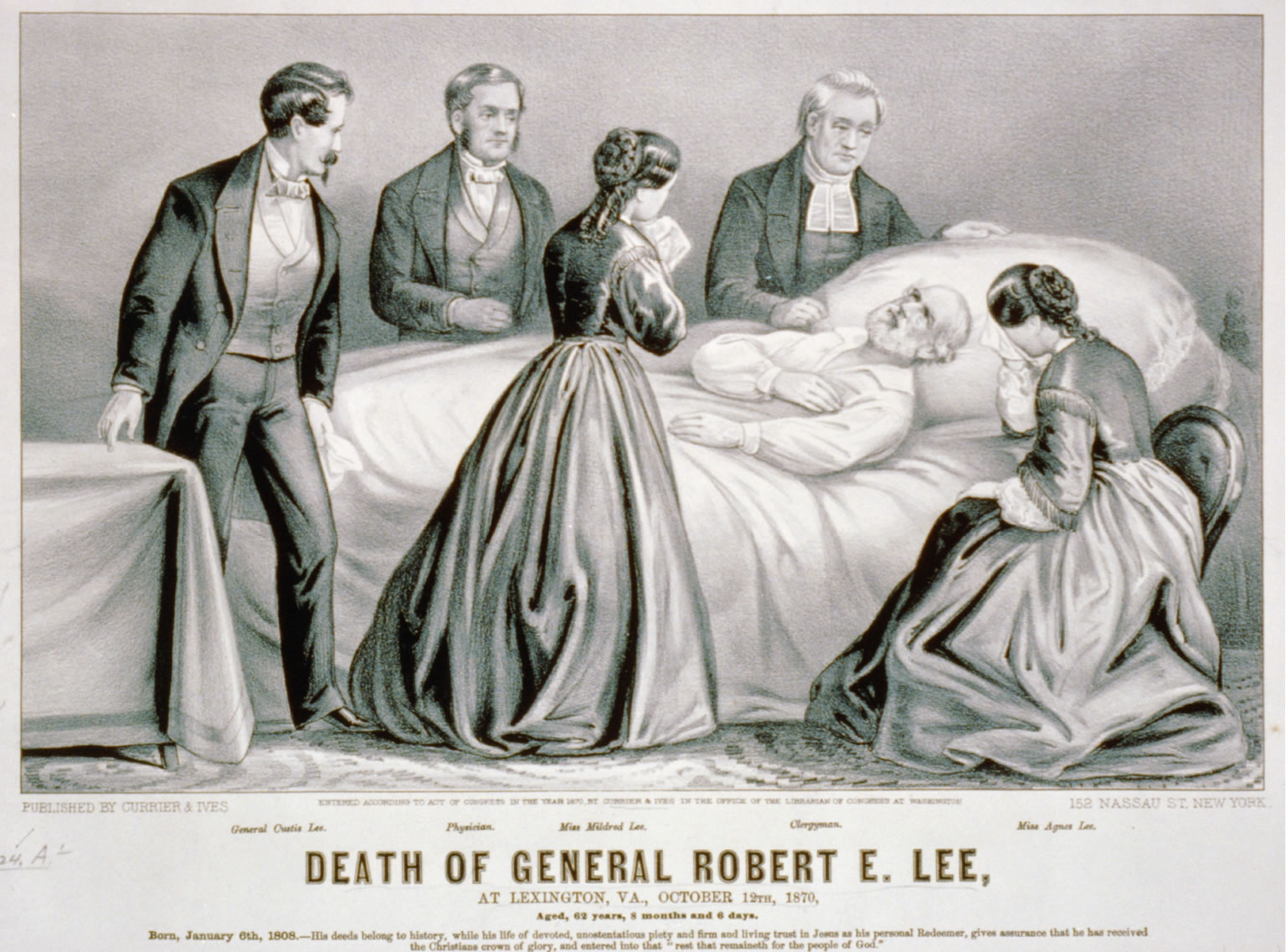
Смерть Роберта Лі

Після капітуляції Лі повернувся в Ричмонд як прощений військовополонений. Решту свого життя він присвятив полегшенню долі колишніх солдатів Конфедерації. Він відмовився від багатьох привабливих пропозицій і зайняв скромну посаду президента Коледжу Вашингтона (нині — Університет Вашингтона і Лі).
Роберт Едвард Лі помер 12 жовтня 1870 року в Лексінгтоні в результаті серцевого нападу, так і не дочекавшись свого відновлення в цивільних правах, яке відбулось лише через сто років завдяки втручанню президента Джеральда Форда.

## Наш час

### Вшанування пам'яті
Репутація генерала вдихнула нове життя в Коледж Вашингтона. Його величезний військовий досвід і слава, вкупі з трагічним символізмом «програної справи» зробили з Лі легендарну постать ще за життя.
Джон Вільямс Джонс писав про Роберта Е. Лі: «Він володів всіма достоїнствами великих полководців, але без їх гріхів. Він був ворогом без ненависті, другом без зради, цивільним громадянином без озлобленості, сусід без докорів, християнином без лицемірства. Він був Цезарем без його амбіцій, Фрідріхом без його тиранії, Наполеоном без його самовпевненості, Вашингтоном без його визнання».
Одним із перших та найвідоміших пам'ятників Роберту Лі споруджено у Новому Орлеані у 1884 році.
У 1889 році штат Вірджинія оголосив день народження Роберта Лі 19 січня національним святом. Через рік кінна статуя Лі авторства французького скульптора Жана Антуана Мерсьє встановлена в Ричмонді на Монумент-Авеню: відкриття відбулося 29 травня 1890 року, церемонію відвідали майже 100 000 людей.
У 1913 році відкрито кінний монумент під Геттісбергом авторства Фредеріка Вільяма Сіверса. Монумент встановили на тому самому місці, звідки Лі спостерігав за атакою Пікетта 3 липня 1863 року. Він став першим пам'ятником конфедерату на Геттісбергському полі бою.

### Демонтаж пам'ятників
Ще на початку XX століття встановлення пам'ятника генералу Лі в будівлі Конгресу США викликало серйозний скандал — більшість північних штатів сприйняли це як образу пам'яті ветеранів війни. Проте, тоді статую все ж встановили.
У 2015 році, після масового вбивства білим американцем прихожан африканської методистської єпископальної церкви Емануель в Чарлстоні по всій країні прокотилася хвиля знесення пам'ятників діячам Конфедерації, які стали асоціюватися з расизмом.
19 травня 2017 року легендарний пам'ятник Роберту Лі у Новому Орлеані було демонтовано.
На початку лютого 2016 року міська рада Шарлотсвіллю проголосувала за те, щоб прибрати статую Лі з міського парку як символ расизму. У відповідь на це ультраправі і расисти оголосили мобілізацію і влаштували 11-12 серпня 2017 року найбільшу в сучасній історії США ультраправу акцію, яка переросла у масові заворушення, в ході яких загинула одна людина. Ряд американських політиків, як від Демократичної, так і від Республіканської партії, засудили дії расистів, білих супремасистів, неонацистів та Ку-клукс-клану, а також їхню «ідеологію ненависті».
У результаті заворушень процес демонтажу пам'ятників конфедератам лише посилився. 16 серпня 2017 року пам'ятник Лі демонтовано в Балтиморі, 19 серпня — в Дюкському університеті, 20-21 серпня — в Техаському університеті, 6 вересня — у Національному соборі Вашингтона, 14 вересня — в Далласі.

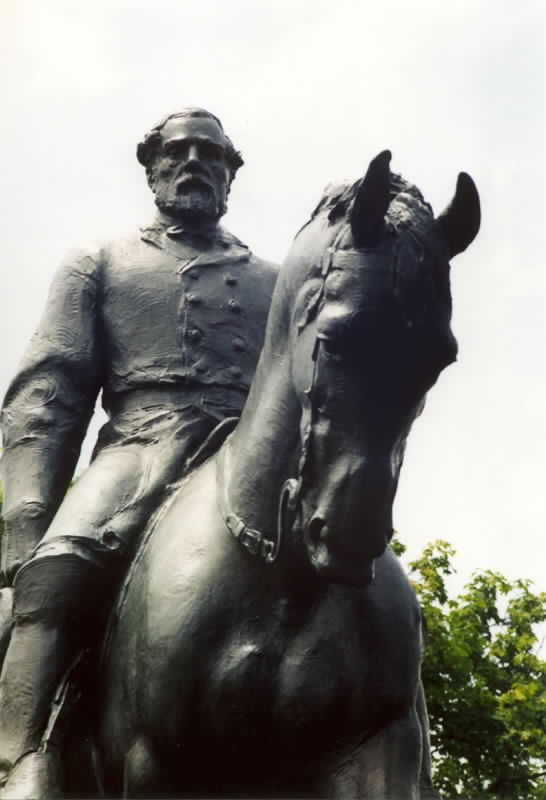
Пам'ятник Лі в Шарлоттсвіллі (1924)
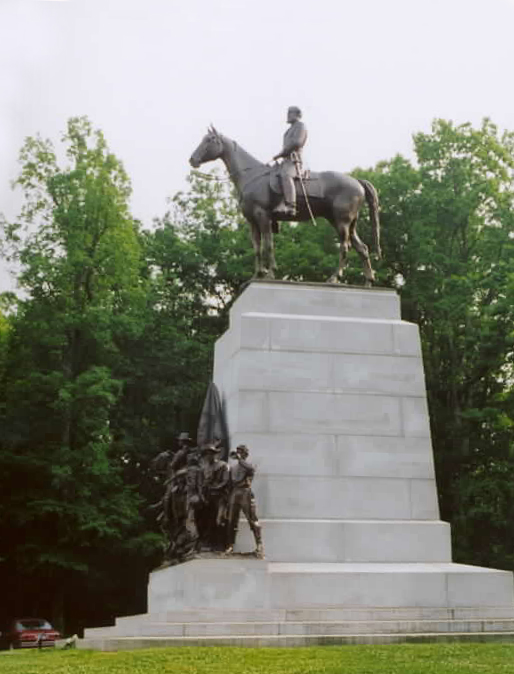
«Вірджинський монумент» у Геттісберзі (1917)
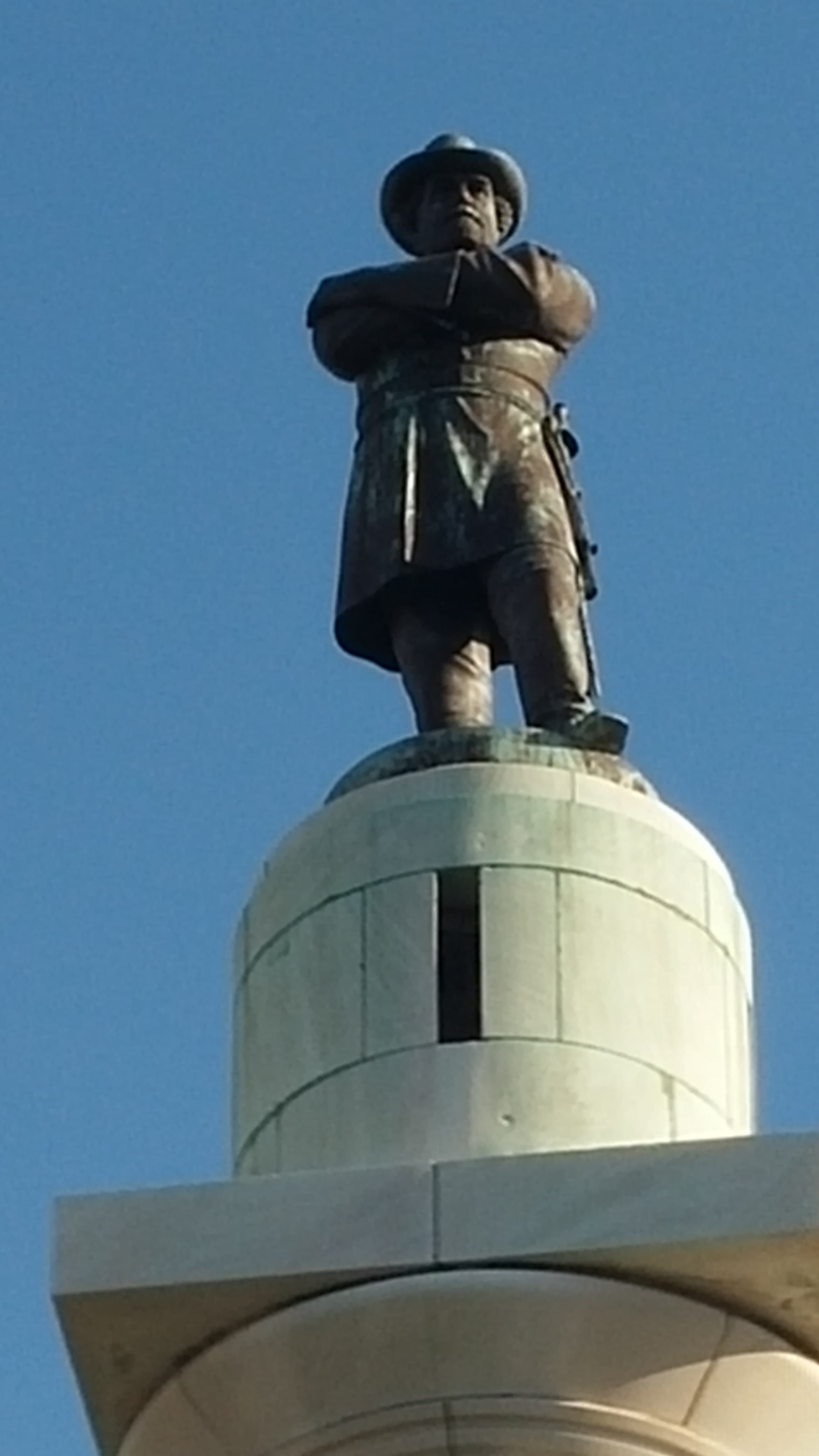
Пам'ятник у Новому Орлеані (1884)
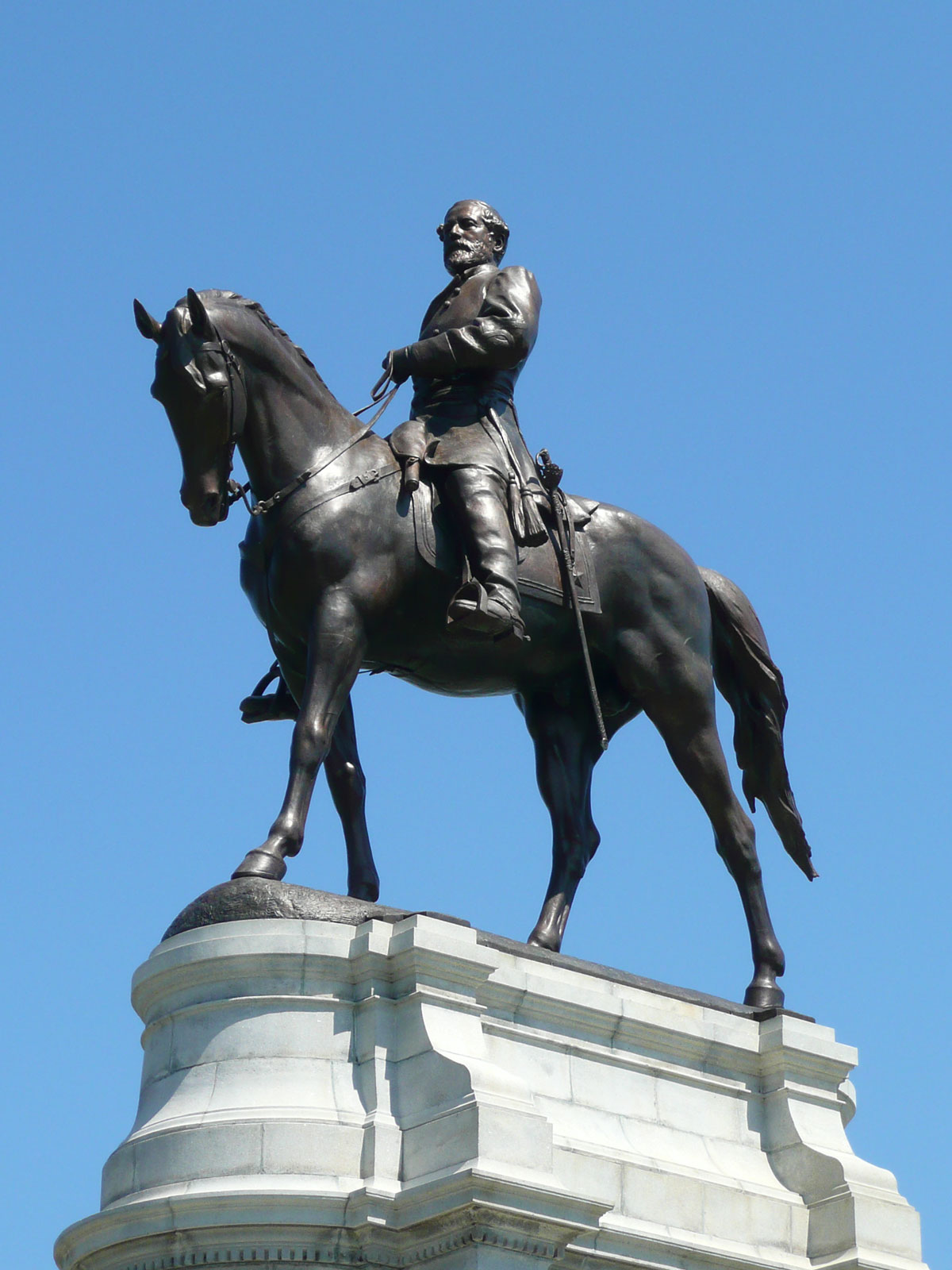
Монумент в Ричмонді (1890)
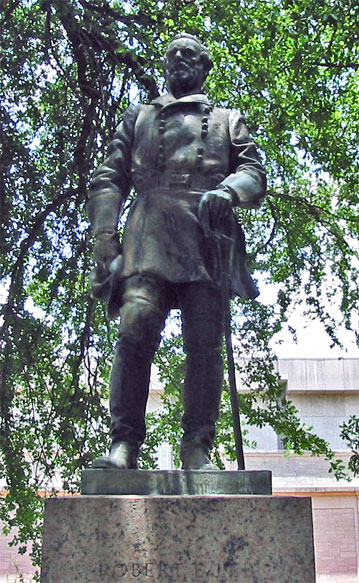
Статуя в Остіні на території Техаського університету
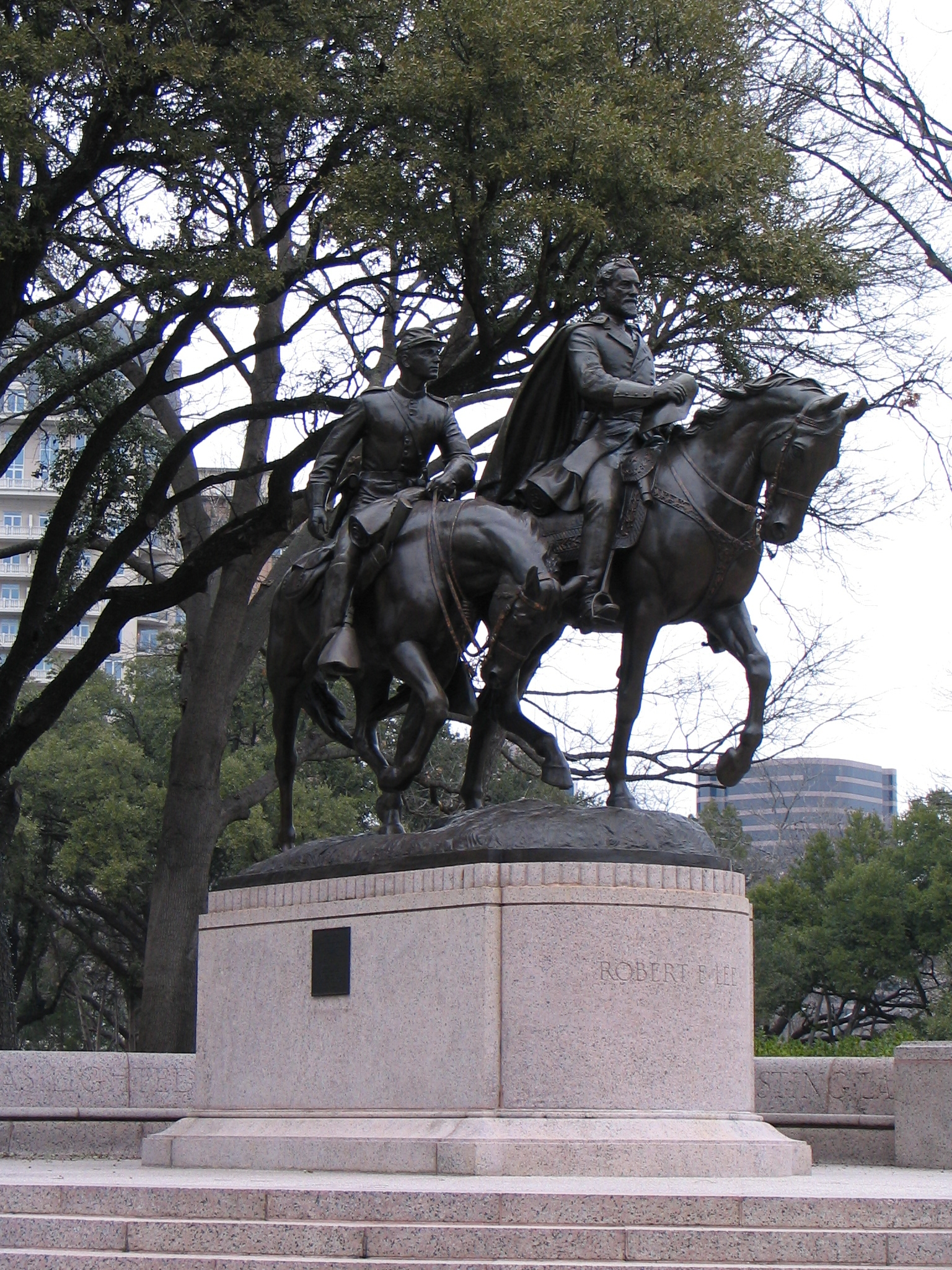
Монумент в Далласі